# Reinhard Buch
Reinhard Buch (* 1954 in Erfurt) ist ein deutscher Bildhauer.

## Leben

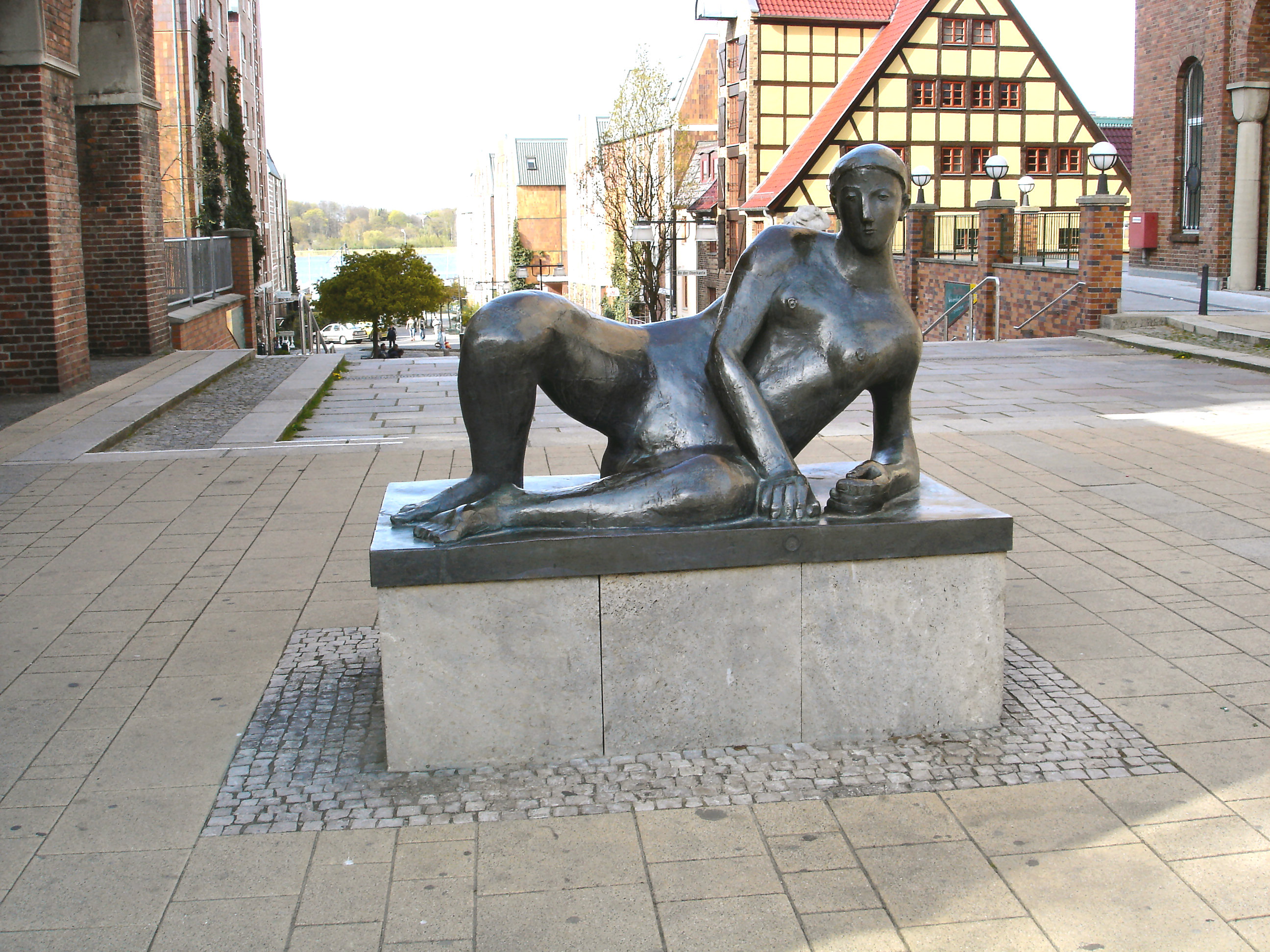
„Ufer“ Rostock

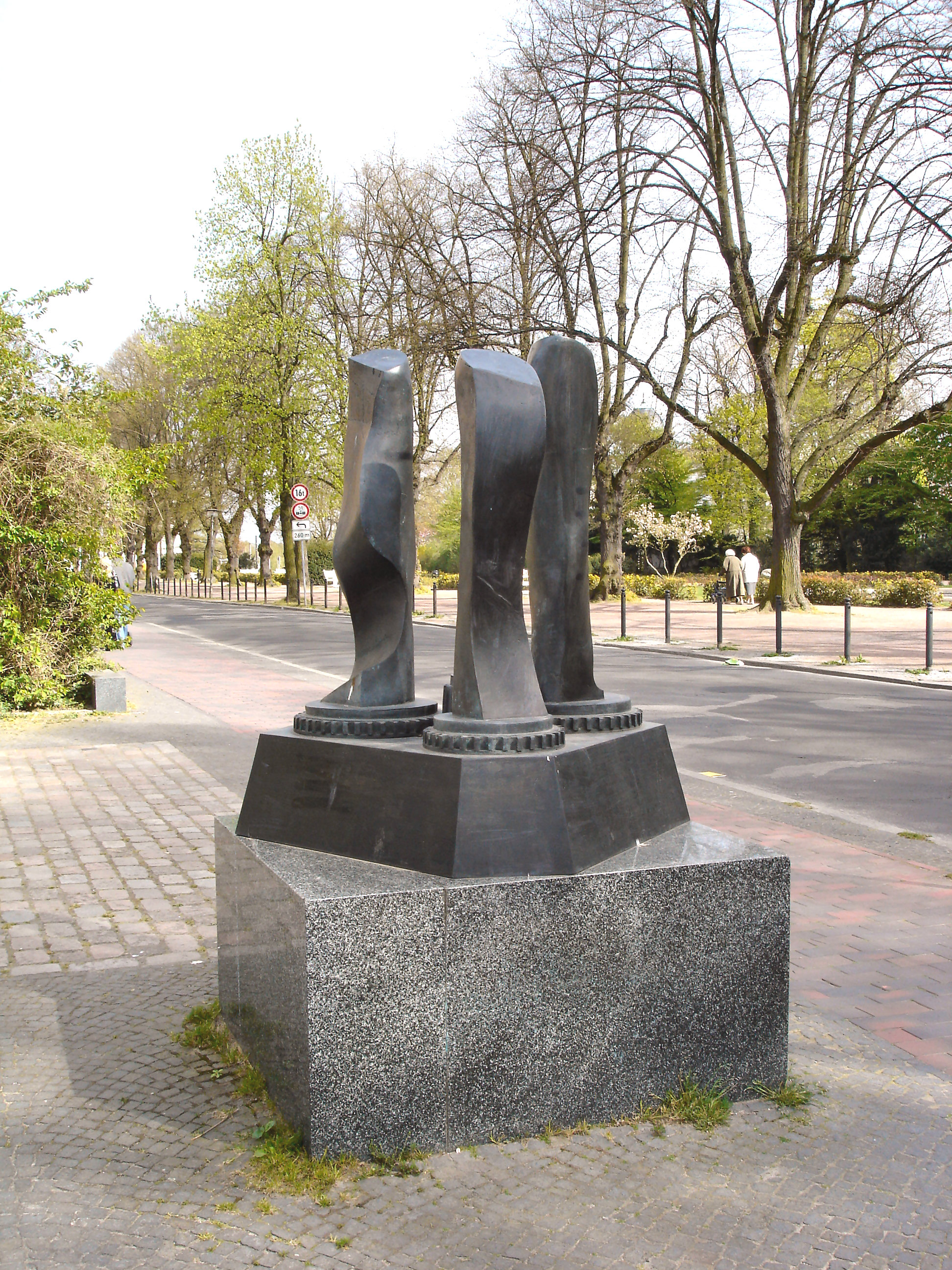
„Hommage à Blücher“ Rostock

Buch wuchs in Warnemünde auf. Von 1970 bis 1973 erlernte er den Beruf eines Baufacharbeiters mit Abitur. Danach leistete er Wehrdienst bei der NVA. Von 1975 bis 1980 studierte er bei Karl-Heinz Schamal, Eberhard Bachmann, Siegfried Krepp, Lutz Holland, Friedrich B. Henkel, Michael Klein und Rainer Muhrbeck an der Kunsthochschule Berlin-Weißensee, anschließend bis 1981Steinbildhauerei bei Ivan Szabó an der Budapester Hochschule für Schöne Künste. Von 1981 bis 1983 hatte er einen Fördervertrag mit dem Wohnungsbaukombinat Rostock. 1981 zog Buch nach Hirschburg, einem Ortsteil von Ribnitz-Damgarten. Hier baute er sich ein Atelier auf. Im gleichen Jahr wurde er Mitglied im Verband Bildender Künstler der DDR, dessen Mitglied er bis 1989 blieb, dem Jahr vor der Auflösung des Verbandes. In der Zeit der DDR war er im In- und Ausland an wichtigen Gruppenausstellungen beteiligt, u. a. 1982/1983 und 1987/1988 in Dresden an der IX. und X. Kunstausstellung der DDR und 1987/1988 in Bonn, München und Mannheim an der Ausstellung „Bildhauerkunst aus der Deutschen Demokratischen Republik“. Von 1985 bis 1987 hatte Buch Lehraufträge an der Fachschule für angewandte Kunst Heiligendamm. Seit 1990 ist er Mitglied im Künstlerbund Mecklenburg-Vorpommern. 1992 nahm er einen Lehrauftrag an der Kunsthochschule Berlin-Weißensee wahr. In den Jahren von 1993 bis 1995 führten ihn Studienreisen nach Italien, Frankreich und Griechenland.
Seit 1992 nimmt Buch erfolgreich an mehreren Wettbewerben auf Landes- und Bundesebene teil. Er arbeitet seit dieser Zeit mit Schweriner und Rostocker Landschaftsarchitekten zusammen. 1998 konnte er sein Atelier wesentlich vergrößern und veranstaltete in Hirschburg mehrere Werkstatttage. Von 2002 bis 2004 übernahm er Lehraufträge an der Ernst-Moritz-Arndt-Universität Greifswald. 2004 reiste er zu Studien nach Chile und Argentinien.
Neben zahlreichen Einzelausstellungen seit 1991 beteiligte er sich an weiteren Ausstellungen u. a. in Blackburn, Budapest, Uppsala, Kopenhagen und Wien.
Im Mai 2013 eröffnete Buch die Produzentengalerie Black Box auf dem Kunsthof Hirschburg, in welcher er dauerhaft und gemeinsam mit anderen Künstlern in immer wechselnden Ausstellungen vertreten ist.

## Auszeichnungen
- 1985 Gustav-Weidanz-Preis für Plastik

## Werke (Auswahl)
- 1980 „Reife“, Rostock Oberwall[1]
- 1982/83 „Schreitendes Mädchen (Tanzpause)“ Dorfschulmuseum Göldenitz
- 1981/84 „Bauwerk“ Förderauftrag mit dem Wohnungsbaukombinat Rostock
- 1985/86 „Ufer“ Lange Straße, Rostock
- 1987/90 „Zwei Lagernde“, Fährhafen Sassnitz
- 1988/90 „Mädchen mit Apfel“, Rostock Toitenwinkel
- 1992 „Hommage à Blücher“, Rostock
- 1995/96 „Konstellation“, Schleswig-Holstein-Haus Schwerin
- 1997/2000 „24 Leuchtstelen“, Lange Straße, Rostock
- 2002 „Roter Mann auf dem Dach“, Kabutzenhof Rostock
- 2005 „Glockenzier“, Gebetsglocke der Marienkirche Ribnitz
- 2006 „red man“, Genthin am Henkelsteg[2]
- 2013 „Selliner Wassermann“, Sellin